# Henri van Leeuwen
Henri George Albert van Leeuwen (Rotterdam, 12 september 1894 - Werkhoven, 29 augustus 1987) bracht een periode door als clochard. Hij werd bekend door zijn boeken en voordrachten over de ervaringen die hij als zwerver en straatzanger opdeed.
Van Leeuwen was zoon van een procuratiehouder en woonde vanaf de jaren vijftig in Amsterdam. Voordat hij besloot het leven van een clochard te gaan beproeven, overwoog hij pruikenmaker te worden en volgde daartoe een cursus. Ook was hij werkzaam als fotograaf. In zijn vrije tijd zong hij liedjes voor kleine gezelschappen van met name familie en kennissen. Hij schreef honderden liedjes onder het pseudoniem Henri d'Albert. Zo schreef hij het lied "Op de woelige baren" voor Eddy Christiani.
Tijdens een vakantie in Parijs - hij had een ticket gekregen voor een busreis van vier dagen - maakte hij kennis met het fenomeen clochard. Het verschijnsel boeide hem in zodanige mate dat hij het besluit nam zelf een tijdlang in de Franse hoofdstad als zwerver en straatzanger te gaan leven. Na zijn terugkeer in Amsterdam, waar hij intussen was gaan wonen, schreef hij het boek Zwerver in Parijs, dat in 1952 verscheen, toen hij 58 jaar was. Herdrukken verschenen in 1959 en 1961. Naar aanleiding van het succes dat hij met dit boek oogstte, zette hij zijn bestaan als clochard voort in Marseille en in Marokko (Tanger en Casablanca). Daaruit resulteerden de boeken Zwerver in Marseille en Zwerver in Marokko, alsmede meer dan vijfhonderd lezingen. Ook maakte hij deel uit van cabaretgroepjes en trad hij op als zanger in het cabaret Saint Germain des Prés op het Rembrandtplein. In 1982 was Van Leeuwen te gast in het programma Showroom.
Zijn boeken over Parijs, Marseille en Marokko zijn ook in één band uitgegeven, onder de titel Zwerver aan de zelfkant. Daarvan verscheen in 1968 de derde druk.